# Jerzy Pękała
Jerzy Pękała (ur. 22 listopada 1958 w Wieczfni Kościelnej) – polski polityk, rolnik, poseł na Sejm IV kadencji.

## Życiorys
Uzyskał wykształcenie średnie. Ukończył Technikum Rolnicze. Od 1986 prowadzi indywidualne gospodarstwo rolne. W kadencji 1998–2001 zasiadał w radzie gminy Wieczfnia Kościelna. W 1992 wstąpił do ZZR „Samoobrona” oraz partii Przymierze Samoobrona (od 2000 działającej pod nazwą Samoobrona RP). Objął w niej funkcję przewodniczącego władz powiatowych oraz członka rady krajowej.
W wyborach parlamentarnych w 2001, otrzymawszy 8212 głosów, został posłem na Sejm IV kadencji z listy tego ugrupowania, wybranym w okręgu płockim. Wchodził w skład w Komisji Rolnictwa i Rozwoju Wsi.
W trakcie kadencji Sejmu był uczestnikiem kilku incydentów. 13 marca 2003, będąc pod wpływem alkoholu, pobił się przed Nowym Domem Poselskim z innym posłem Samoobrony RP Mieczysławem Aszkiełowiczem, za co został ukarany upomnieniem przez Komisję Etyki Poselskiej. Podczas tego zdarzenia Jerzy Pękała wobec dziennikarki „Życia Warszawy” zaczął udawać Niemca, następnie wręczył jej swój dowód osobisty, sądząc, że to wizytówka.
14 marca tego samego roku został dyscyplinarnie wykluczony z Samoobrony RP i jej klubu parlamentarnego. Następnie zasiadał m.in. w Federacyjnym Klubie Parlamentarnym oraz kołach Polskiej Racji Stanu, Partii Ludowo-Demokratycznej i Stronnictwa Gospodarczego.
Przed wyborami do Senatu w 2005 bez powodzenia usiłował utworzyć swój komitet wyborczy. W wyborach samorządowych rok później bez powodzenia kandydował do sejmiku mazowieckiego z listy Krajowej Partii Emerytów i Rencistów oraz na wójta gminy Dzierzgowo (zdobył 3,6% głosów i zajął ostatnie miejsce spośród trzech kandydatów). Zasiadał we władzach wojewódzkich KPEiR.
W 2010 przeszedł do Polski Patriotycznej, z ramienia której w wyborach samorządowych w tym samym roku bez powodzenia kandydował do sejmiku mazowieckiego oraz na wójta gminy Wieczfnia Kościelna (otrzymał 14,06% głosów).
W wyborach parlamentarnych w 2011 bez powodzenia kandydował do Senatu jako bezpartyjny kandydat z ramienia Polskiej Partii Pracy – Sierpień 80. Otrzymał 2343 głosy, zajmując ostatnie miejsce spośród siedmiu kandydatów. W czerwcu 2016 został wybrany na przewodniczącego mazowieckich struktur ZZR „Samoobrona”, a w listopadzie tego samego roku na analogiczną funkcję w partii Samoobrona. W 2018 ponownie ubiegał się o stanowisko wójta swojej rodzinnej gminy. W 2019 przeszedł do Akcji Zawiedzionych Emerytów Rencistów, stając na czele jej struktur mazowieckich. W 2024 kandydował na radnego Mławy z ramienia Koalicji Obywatelskiej.

## Życie prywatne
Jest żonaty, ma jedno dziecko.